# 대지 예술

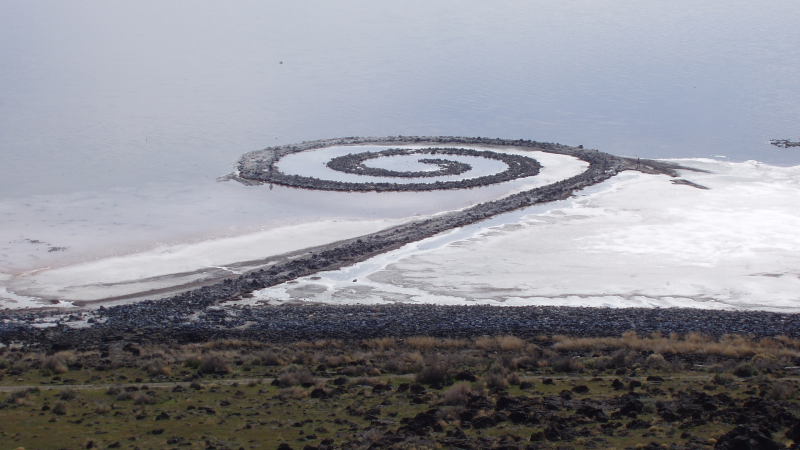
로버트 스미스슨의 나선형의 방파제

대지예술(land art, earthworks) 또는 대지 미술이란 지구 표면 위나 표면 자체, 또는 표면 내부에 어떤 형상을 디자인하여 자연 경관 속에 작품을 만들어내는 예술이다. Earthworks라는 용어는 1968년 로버트 스미스슨이 뉴욕 드웬 화랑에서 ‘어스워크'(영어: earthworks)라는 이름의 전시를 기획하면서 처음 사용되었다. 이 이름은 생태학적 재앙으로 파괴된 세상을 다룬 브라이언 올디스의 소설 《어스워크》에서 따온 것이다. 대지 예술 작품들은 주로 장소 특징적인 성격과 거대한 스케일을 보여 준다. 전통적인 대지 예술가들은 주로 흙, 잔디 등의 자연물을 재료로 하여 작품을 만들었지만, 이후의 비전통적인 대지 예술가들은 종종 콘크리트, 돌, 금속, 플라스틱과 같은 인공적인 소재를 사용하기도 한다. 대부분의 대지 예술 작품들은 작품이 위치한 장소의 자연 환경을 이용하기 때문에, 주변과의 경계가 명확하지 않다. 즉, 대지 예술 작품은 자연 경관의 구성요소가 되어 작가와 감상자에게 장소특정적 경험을 제공한다.

## 역사
1960년대 중반 발생한 대지 예술은, 모더니즘에 환멸을 느낀 미국의 몇몇 작가들이, 예술 작품이 미술관 또는 박물관의 권력을 상징하는 전시 공간인 화이트 큐브(영어: White Cube)를 벗어난다면 그 영향력은 어떻게 변할 것인지 궁금해하면서 시작되었다. 초기의 대지예술가들은 갤러리의 전시 공간에 한정되어 있던, 그리고 상업적 틀 안에 갇혀 있던 예술을 대자연이라는 새로운 공간으로 방출시켰다. 또 자연 경관을 묘사하기만 하던 기존 작품들과 달리 자연 경관 자체를 끌어들여, 경관 미술이 아닌 경관 속의 미술을 새롭게 만들어냈다. 마이클 하이저, 월터 드 마리아, 로버트 스미스슨, 로버트 모리스가 초기 대지예술을 이끈 대표적인 작가들이다.
1968년 10월, 로버트 스미스슨은 뉴욕 드웬 화랑에 ‘어스워크'(Earthworks)라는 제목의 전시를 기획했다. 이 전시에는 14명의 작가들(로버트 스미스슨, 로버트 모리스, 마이클 하이저, 데니스 오펜하임, 월터 드 마리아, 클래스 올덴버그 등)이 만든 거대한 스케일의 야외 작품들이 전시되었다. 전시는 알루미늄 안에 돌 덩어리들을 채워 넣은 스미스슨의 《넌-사이트》(Non-site), 흙과 기름, 토탄, 펠트와 각종 금속을 쌓아 놓은 모리스의 《어스워크》, 아이오와주 밀밭에 에콰도르 분화구를 재건할 것을 주장하는 오펜하임의 제안 등으로 이루어져 있다. 대부분의 작품들이 너무 크거나 다루기 힘들었기 때문에 사진으로 전시되었다. 이런 전시 방식은 기존의 전시 개념에 대한 명백한 도전이었으며, ‘소유’에 대한 저항이었다. 전통적인 미술사에서는 1968년의 이 전시, 즉 대지 예술의 출현을 미니멀리즘의 각주 정도로 기록하기도 하지만, 이를 공간에 대한 고찰을 넓게 표현한 방식이라고 보는 것이 더 실용적이다. 크레이그 오웬즈는 대지 예술을 ‘예술의 급진적인 전위’라고 표현하기도 했다. 이 개념은 예술 작품을 비물질화(개념주의 미술에서 물질적인 형태가 없어도 아이디어 자체를 예술로 취급한 것)하고, 기존의 예술에서 중심과 주변을 정의하던 방식을 뒤집은 새로운 개념을 제시한 것까지 포함한다.
1969년 2월, 코넬 대학교의 허버트 F. 존슨 미술관이 미국의 미술관들 중에서 처음으로 《어스 아트》(Earth Art)라는 이름으로 대지 예술을 전시했다. 이 전시회의 작품들은 미술관뿐만 아니라 코넬 대학교 캠퍼스 전체를 돌아다니며 전시되었다. 이를 통해 대지 예술은 예술의 상품화에 의문을 제기하는 움직임의 제도적인 구성을 마련하게 되었다.
1970년대에는 경제 불황기로 대지 예술에 대한 후원이 급격히 줄어들었다. 여기에 1973년 대지 예술의 시작을 주도했던 로버트 스미스슨의 죽음까지 더해져 대지 예술의 방향성은 변하게 되었다. 대지 예술은 큰 규모의 땅을 빌리는 데 큰 돈이 들었기 때문에 후원이 반드시 필요했는데, 침체기에 후원을 받기 힘들었기 때문에 대지 예술가들은 다시 미술관과 박물관의 공간에 전시를 시작했다. 월터 드 마리아의 조각 작품 《뉴욕 어스 룸》(The New York Earth Room)이 1977년 전시되었고, 몇 개의 작품들이 이어서 등장하였다. 마이클 하이저도 갤러리에 적합한 작품들을 내놓았고, 전후의 개념주의 미술가들과 함께 예술의 새로운 시대를 여는 데에 동참했다.
이후 침체기가 회복되고 나서는, 사람들의 발길이 뜸한 외딴 장소를 찾아 작품을 만들었던 초기의 작품 성향과는 달리 시간이 흐를수록 점차 특정한 부지에 어울리는 스케일로, 그리고 그 환경을 고려한 형태의 대지 예술이 만들어졌다. 공공장소와 도시 공간에서도 대지 예술이 실현되었다. 특히 오늘날의 대지예술은 미술가의 특정한 미적 목표와 공리성 및 실용성이라는 공공의 목적이 결합된 새로운 유형의 공공미술로서 기능한다. 몇몇 조각가들은 환경 프로젝트로의 획기적인 전환을 보여주는 작품을 만들기도 했다. 낸시 홀트의 《다크 스타 파크》(Dark Star Park)와 이사무 노구치의 《필립 A. 하트 플라자》(Philip A. Hart Plaza)가 그예시들이다.

## 유형
대지예술 작품들은 위치, 규모, 형태, 재료, 작가의 성향에 따라 다양한 모습을 나타낸다. 먼저 경관과 작품이 하나의 통합된 예술작품으로 이루어진 것들이 있다. 크리스토 자바체프와 장 클로드의 《러닝 펜스》(Running Fence)가 그 대표적인 예이다. 이 작품은 캘리포니아의 아름다운 경치 속에 총 24.5마일(약 39.4 km) 길이의 인공적인 울타리를 설치한 작품이다. 인공적인 울타리와 주변 경관이 하나로 어우러져 새로운 형태의 극적인 경관을 보여준다.
두 번째 유형은 자연 재료를 이용하여 작품을 구성한 것들이다. 마이클 하이저의 《이중 부정》(Double Negative)이 여기에 속한다. 이 작품은 미국 네바다 주의 암층 대지를 깎아서 만든 작품이다. 푹 패인 빈 공간 자체가 작품이 되었다. 로버트 스미스슨의 《아마릴로 램프》(Amarillo Lamp)도 이 유형에 속하는 작품인데, 흙, 물, 돌로 만든 150피트(약 45.72미터) 직경의 불완전한 원형 램프이다.
세 번째 유형은 일시적인 자연 현상과 상호작용하여 작품이 완성되는 것들이다. 예를 들어, 월터 드 마리아의 《라이트닝 필드》(The Lightening Field)라는 작품은 400개의 스테인리스 스틸 기둥을 멕시코 사막의 평탄한 지역에 격자형식으로 배치하여, 번개가 칠 때마다 극적인 경관이 나타나도록 만들었다.

## 관련 사조
대지 예술은 미국 아방가르드(Avant Garde, 전위 예술)의 발생과 같은 시기인 1960년대에 시작되었다. 광활한 대자연에 제작된 대지작품들은 기존의 전시 공간과 같은 한정된 공간을 깨고 나왔다. 이렇게 진열되는 미술의 한계를 벗어났다는 점에서, 그리고 새로운 매체를 사용했다는 점에서 당시 만연하던 예술의 물질화와 시각화에서 탈피하였다. 형식적이고 인위적인 예술 행위의 결과만을 목적으로 하지 않고, 작품으로 인해 자연까지 지각하게 만들었으며, 현장성까지 느낄 수 있게 만든다는 대지 예술은 아방가르드의 성질, 즉 전위성을 가진다고 할 수 있다. 대지 예술은 아방가르드의 여러 가지 사조들 중 미니멀리즘, 그리고 개념주의 미술과 몇 가지 공통된 특징을 보인다

### 미니멀리즘
대지 예술이 시작된 1960년대 후반에서 1970년대의 시기는 서양 미술에서 여러 가지 스타일이 동시에 쓰이는 방식이 출몰하던 때이다. 그렇기 때문에 이 때의 미술 작품은 하나의 스타일이라고 정확하게 단정짓기 어렵다. 대지 미술도 당시 유행했던 미니멀리즘과 몇 가지의 공통된 특징을 갖는다. 사물이 공간을 차지하는 것에 대한 고찰, 작가와 작품 사이의 상호작용을 고려한다는 것이 그 공통된 특징들이다. 미니멀리즘의 미적 기풍이 대지 예술의 핵심적인 부분에 영향을 미친 것은 맞지만, 대지 예술가들은 작품의 생산 과정에, 그리고 그것을 기록하는 데에 직접 참여했고, 그 방법에 수행적인 면도 포함되어 있었다는 점에서는 미니멀리즘보다 후기 미니멀리즘에 더 가깝다고 생각된다.

### 개념주의
작품의 결과만을 중시했던 기존의 예술에서 탈피하여 작품을 제작한 의도나 그 과정이 예술 그 자체라고 생각했던 개념주의(Conceptual Art) 작가들. 처럼, 대지 예술가들도 작품 자체가 주는 미적 쾌락만을 중시하지 않았다. 대부분의 대지 예술가들은 상업적인 예술에 반감을 가지고 있었고, 당시 미술계에서 상당한 권력을 가지고 있었던 주류의 전시 공간 또한 거부했다. 그런 의미에서 대지 예술은 표준화된 전시 공간에서 나와 거대한 대지 위에 작품을 설치했던 것이다.

### 장소 특정적 미술
1960년대 어느 장소에 전시되어도 동일한 의미와 가치를 갖는 모더니즘 미술에 반대하여 등장한 개념이다. 미니멀리즘 조각에 그 기원을 두고있으며, 대지미술, 공공미술 등을 포괄한다.

## 특징

### 거대한 스케일
대지 예술 작품들은 대체로 웅장한 스케일을 보여 준다. 이런 거대한 크기 때문에 일반적인 그림 조각은 6피트 정도 떨어져서 관람하지만, 대지 미술 작품들은 비행기에서 내려다 본다든지, 항공의 망원경을 통해서 볼 수밖에 없다. 로버트 스미스슨에 의하면 “이것은 마치 접근하기 어려운 결정상의 평평한 성운의 단편을 보는 것과 유사하다. 미술 작품을 감상하는 새로운 종류의 방식임에 틀림없다.”.
이런 거대한 크기의 작품은 몇몇 고대 유적들에서도 발견할 수 있다는 점에서, 대지 예술은 선사 시대의 작품들과 연결된다. 페루의 나스카 라인, 북아메리카 선사시대의 마운더 빌더족의 분묘, 캘리포니아와 멕시코의 경계선을 따라 땅 위에 그려진 거대한 그림 등이 그 예시이다. 이 유적들도 대지 예술 작품들처럼 공중에서 보아야 그 형태를 파악할 수 있을 정도로 크다. 학자들은 이 거대 유적들에 비행기가 없던 당시 하늘에서 내려다 보는 ‘정령’과의 교류를 희망했던 당시 사람들의 믿음, 그리고 그에 대한 두려움이 투시되어 있다고 해석한다. 대지 예술 작품들의 거대한 스케일도 이런 선사 시대 유적들처럼 인간에게 심미적 만족을 주기 위해 제작된 것이 아니라, 인간과 우주를 연결하는 매개체로 해석되기도 한다. 예를 들어 월터 드 마리아의 《라이트닝 필드》(The Lightening Field)라는 작품은 끝없이 펼쳐지는 들판에 400여개의 철봉을 꽂아 번개가 치도록 유도하여, 인간이 감지할 수 없는 대지와 하늘의 무한함을 표현한다. 또 그것을 바라보며 인간의 나약함이 느껴지도록 하고, 하늘과 땅을 연결하듯이 내리치는 번개의 힘을 느낄 수 있도록 만든다. 즉 감상자에게 자연에 대한 일종의 경외감이 생기도록 유도한다.

### 장소 특정적 성격
야외의 대지 예술 작품들은 장소 특정적 성격을 지닌다. 그 지역의 자연 환경을 이루는 요소들을 제거하거나, 그 위치를 옮기거나, 그 자체에 새로운 재료를 첨가하여 조각을 형성한다. 그렇기 때문에 대지 예술 작품들은 그것들이 위치한 넓게 트인 공간의 성질을 관람자가 강하게 느끼도록 만든다. 그리고 그 장소가 애초부터 갖고 있던 특징들과 인간이 개입한 흔적 사이의 관계를 이끌어낸다. 이렇듯 대지 예술은 그 작품이 설치된 공간에서만 의미를 갖게 되므로 설치 장소와 불가분의 관계에 있다고 여겨진다. 즉, 장소 특정적인 성적을 가진다.

### 붕괴
마이클 하이저와 로버트 스미스슨은 물질계의 무질서 정도는 항상 증가한다는 엔트로피 법칙(열역학 제2법칙)과 대지 예술의 연관성을 발견했고, 이를 대지 예술의 핵심적인 특징이라고 생각하였다. 마이클 하이저와 로버트 스미스슨의 야외 작품들은 구성 재료 자체의 파괴를 통한 작품 전체의 파괴에 자연적으로 노출되었고, 작품의 자연스러운 파괴는 보존이라는 것이 인간의 허영 또는 자만이라고 비판하는, 대지 예술이 주는 또 하나의 의미를 나타낸다

## 비판
대지 예술이 발전하고 있던 당시에는 환경 보존에 대한 사람들의 인식이 점점 발전하던 시기이기도 했다. 그래서 자연 속에 작품을 만들어 내는 대지 예술가들의 작업은 있는 그대로의 자연 환경을 훼손하는 것이 아니냐는 사회의 비판을 받기도 했다. 1970년 로버트 스미스슨이 밴쿠버 근처의 암석 지역에 제작하려고 계획했던 《깨진 유리의 섬》(Island of Broken Glass, 역: 작성자)는 헬리콥터를 이용하여 2톤 가량의 유리 조각을 뿌리는 작업이 필요했는데, 이 과정이 암석에 둥지를 짓고 사는 새들과 바다표범의 서식지를 파괴할 수 있다는 이유로 많은 사람들의 비판을 받았고, 결국 오염과 환경 규제를 위한 캐나다 사회(Canadian Society for Pollution and Environmental Control, 역: 작성자)에 의해 작품의 제작은 중단되었다. 마이클 하이저의 《이중 부정》또한 환경적인 문제 때문에 비판을 받았다. 대량의 흙을 파내는 과정이 토양 생태계를 파괴할 수 있다는 문제 때문에 많은 이들이 그의 작품을 비판하였다. 마이클 아우핑이라는 한 비평가는 "아주 적은 예외를 빼고는, 대지 예술은 자연 환경을 보존하지 못할 뿐만 아니라 오히려 파괴한다."라고 했다.

## 대표 작가 및 작품

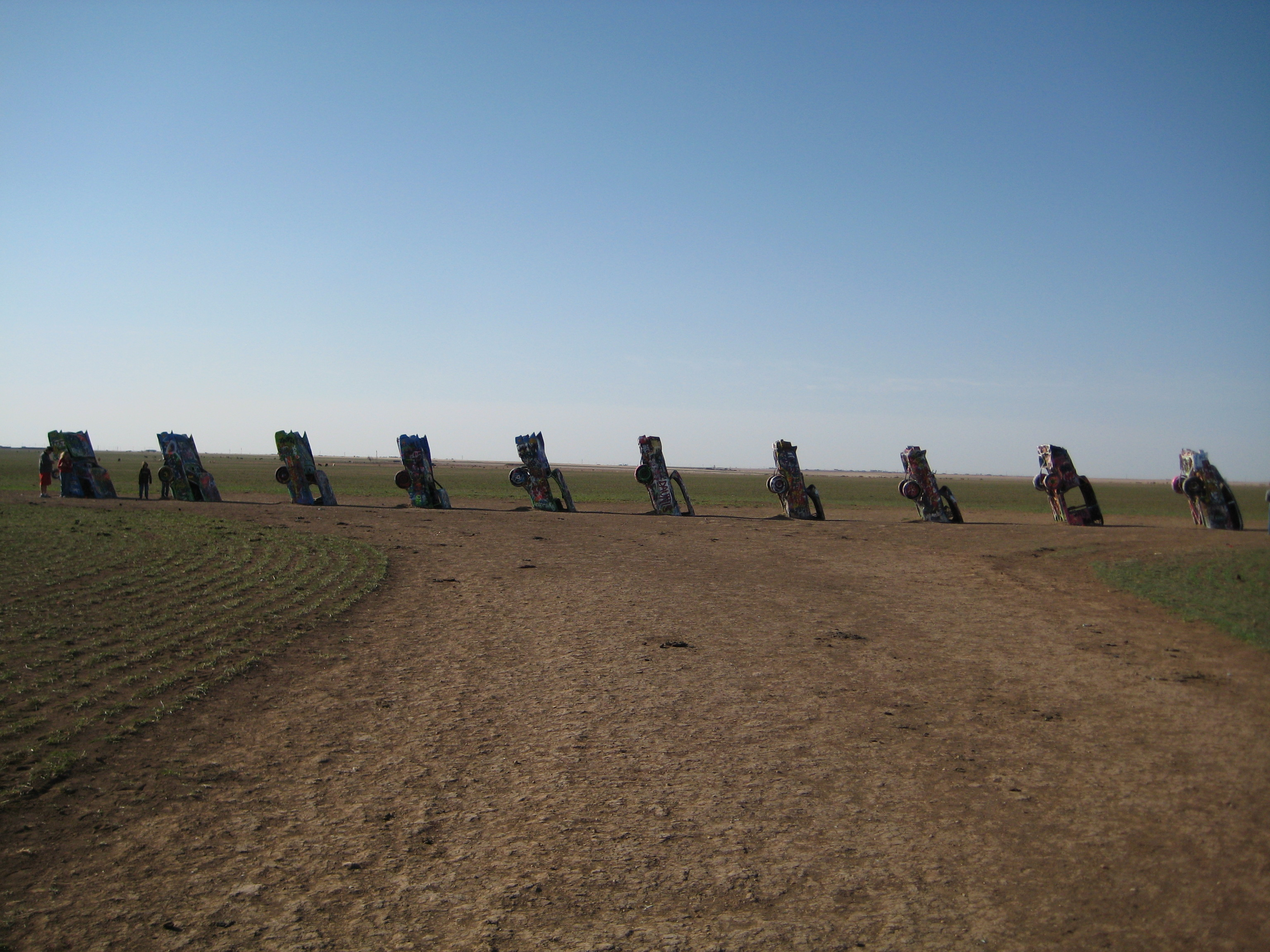
Ant Farm의 Cadillac Ranch, distant

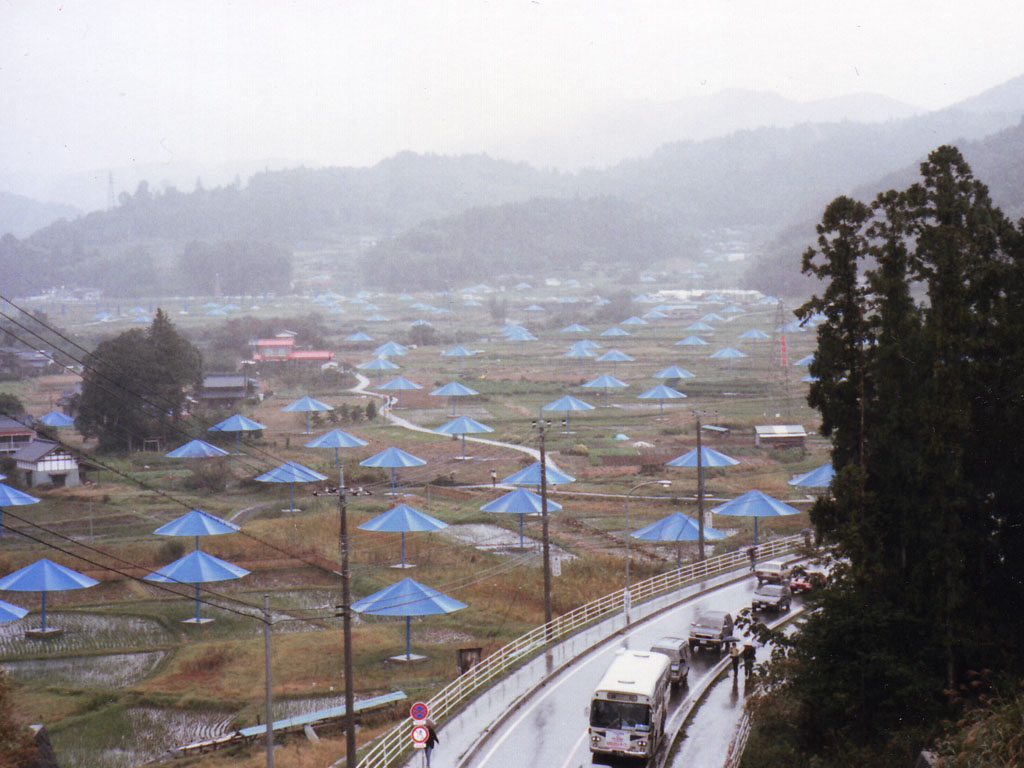
크리스토와 장 클로드의 Umbrella Project(1991. 10. 27.)

| 작가 이름                                                            | 대표 작품                                                  | 설치 장소 | 연도            |
| -------------------------------------------------------------------- | ---------------------------------------------------------- | --- | --------------- |
| 마이클 하이저                                                        | Isolated Mass, Circumflex(no.9 of Nine Nevada Depressions) | 미국 네바다 주, 마른 호수(Massacre Dry Lake)                                                                                                | 1990            |
| 마이클 하이저                                                        | Rift(no.1 of Nine Nevada Depressions)                      | 미국 네바다 주, 마른 호수 | 1968            |
| 마이클 하이저                                                        | Double Negative                                            | 미국 네바다주 오버톤, 몰몬 메사(Mormon Mesa, Overton, Nevada)                                                                               | 1969-1970       |
| 로버트 스미스슨                                                      | Spiral Jetty                                               | 미국 유타 주, 그레이트솔트 호수(en:Great Salt Lake, Utah)                                                                                   | 1970년 4월      |
| 로버트 스미스슨                                                      | Spiral Hill                                                | 네덜란드 에멘(Emmen, Holland) | 1971            |
| 로버트 스미스슨                                                      | Amarillo Ramp                                              | 미국 텍사스주 테코바스 호수 (Tecovas Lake, Texas)                                                                                           | 1973            |
| 데니스 오펜하임                                                      | Time Line                                                  | 미국 메인주 켄트 항구와 뉴 브런즈윅의 클레어의 경계, 세인트 존 강 위로(Between Fort Kent, Maine and Clair, New Brunswick, on St.John river) | 1968            |
| 데니스 오펜하임                                                      | Whirlpool, Eye of the Storm                                | 미국 캘리포니아주 엘 미라게 호(El Mirage Dry Lake, California)(1시간 지속)                                                                  | 1970            |
| 월터 드 마리아                                                       | The Lightening Field                                       | 뉴멕시코 퀘마도 사막 | 1977            |
| 월터 드 마리아                                                       | Las Vegas Piece                                            | 미국 네바다주 툴라 사막(Tula Dessert) | 1969            |
| 월터 드 마리아                                                       | New York Earth Room                                        | 미국 뉴욕주 소호, 우스터 가 141번지(141 Wooster St., SoHo, New York)                                                                        | 1977            |
| 크리스토와 장 클로드                                                 | Running Fence                                              | 미국 캘리포니아 주, 소노마와 마린 컨트리(Sonoma and Marin Countries, California)                                                            | 1972-1976       |
| 크리스토와 장 클로드                                                 | Vallet curtain                                             | 미국 콜로라도 주, 라이플(Rifle, Colorado)                                                                                                   | 1970-1972       |
| 크리스토와 장 클로드                                                 | Surrounded Islands                                         | 미국 캘리포니아 주, 비스캐인 만(Biscayne Bay, California)                                                                                   | 1980-1983       |
| 크리스토와 장 클로드                                                 | The Umbrellas, Japan-USA                                   | 일본 이바라키와 미국 캘리포니아 주(Ibaraki, Japan; California, USA)                                                                         | 1984-1991       |
| 앤디 골드워시(Andy Goldsworthy)                                      | Sheepfolds                                                 | 영국 컴브리아(Cumbria, England, UK) | 1996-2003       |
| 낸시 홀트(Nancy Holt)                                                | Sun Tunnels                                                | 미국 유타 주, 그레이트베이슨(Great Basin Dessert, Utah)                                                                                     | 1973-1976       |
| 낸시 홀트(Nancy Holt)                                                | Star-Crossed                                               | 미국 오하이오주 옥스포드, 마이애미 대학 미술관(Miami University Art Museum, Oxford, Ohio)                                                   | 1979-1981       |
| 낸시 홀트(Nancy Holt)                                                | Dark Star Park                                             | 미국 버지니아 주, 로슬린(Rosslyn, Virginia)                                                                                                 | 1979-1984       |
| 로버트 모리스                                                        | Great Rapids Project                                       | 미국 미시간 주, 그랜드래피즈, 밸크냅 공원(Balknap Park, Grand Rapids, Michigan)                                                             | 1974            |
| 매리 미스(Mary Miss)                                                 | Perimeters/Pavilions/Decoys                                | 미국 뉴욕 주, 로즐린, 나소 카운티 박물관(Nassau County Museum, Roslyn, New York)                                                            | 1977-1978       |
| 메그 웹스터                                                          | Glen                                                       | 미국 미네소타 주, 미네폴리스, 워커 아트 센터(Walker Art Center, Minneapolis)                                                                | 1988            |
| 카즈오 시라가                                                        | Challenging Mud                                            | 오하라 카이칸, 도쿄(performance) | 1955            |
| 찰스 사이먼드                                                        | Dwelling                                                   | 미국 뉴욕 주, PS1 현대미술센터(P.S.1., New York)                                                                                            | 1974            |
| 애나 멘디에타                                                        | Birth, from the ‘Silueta’ series                           | 미국 아이오와주 올드 맨스 크릭(Old Man’s Creek, Iowa)                                                                                       | 1982            |
| 리처드 롱(Richard Long)                                              | A Line in the Himalayas                                    | 히말라야(Himalaya) | 1975            |
| 리처드 롱(Richard Long)                                              | A Line Made by Walking                                     | 영국 | 1967            |
| 차이 구어 치앙(蔡国强, Cai Guo-Qiang)                                | The Century with Mushroom Clouds                           | 미국 네바다 주, 핵실험 장소(Nuclear Test Site, Nevada)                                                                                      | 1996년 2월 14일 |
| 패트리시아 요한슨(Patricia Johanson)                                 | Fair Park Lagoon                                           | 미국 텍사스주 , 달라스(Dallas, Texas) | 1981-1986       |
| 앤트 팜(Ant Farm: 칩 로드, 허드슨 마르퀘즈, 더그 미쉘로 구성된 그룹) | Cadillac Ranch                                             | 미국 텍사스 주, 아마릴로(Amarillo, Texas)                                                                                                   | 1974            |
| 이사무 노구치                                                        | Philip A. Hart Plaza                                       | 미국 미시간 주, 디트로이트(Detroit) | 1972-1978       |

## 대지예술의 영향

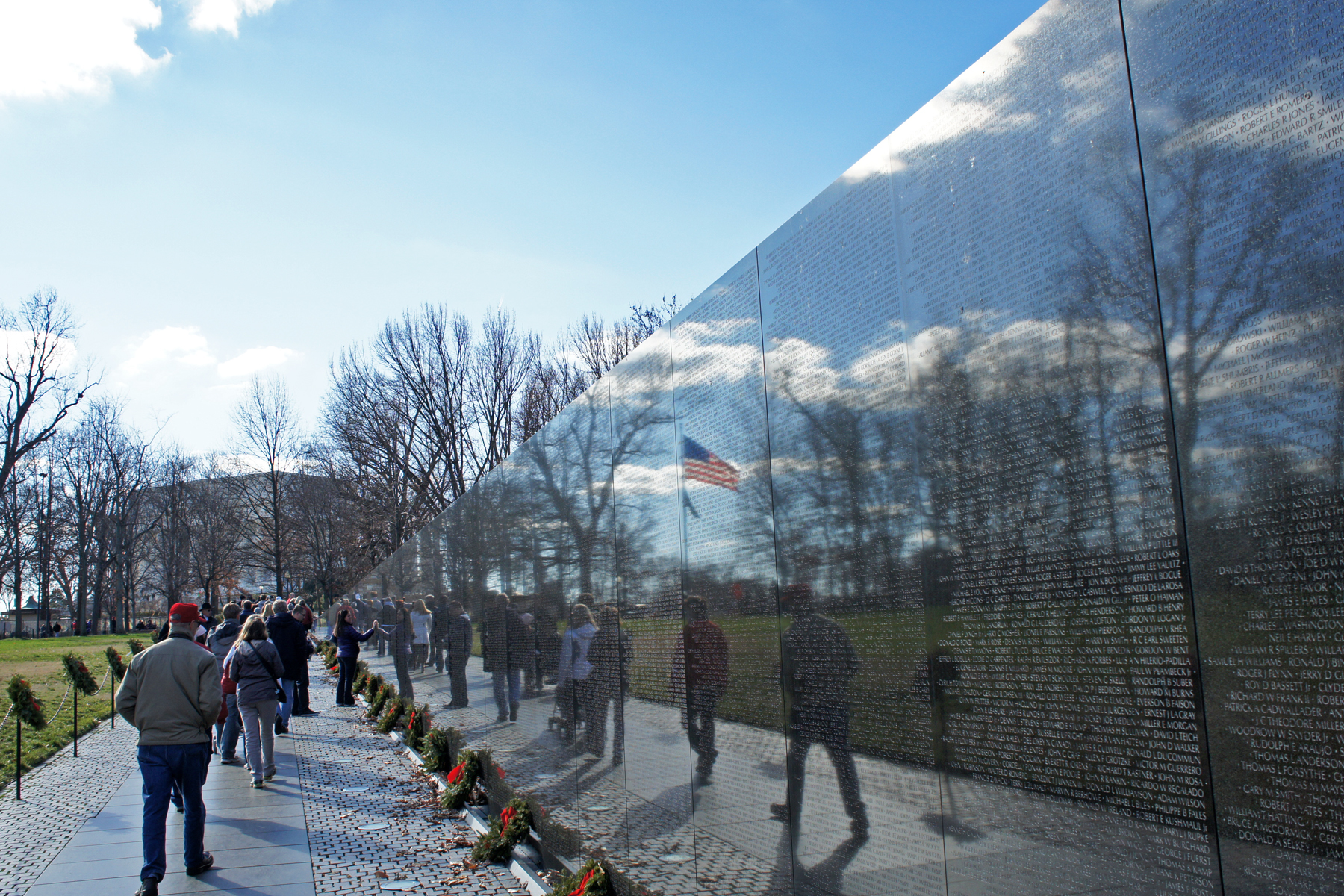
US flag reflexion on Vietnam Veterans Memorial 12 2011 000124

대지 예술이 주변 환경의 맥락에 따라 그 형태와 구성 내용을 찾는 공공 미술로서의 성격이 강화되자, 공공 공간의 구성하는 중요한 요소로 인식되었다. 수많은 환경미술 프로젝트들이 특정 부지를 표현하는 형태로 공공장소에 구현되었고, 환경디자이너들에게 막강한 영향을 주었다. 대지예술은 공간과 관련된 이야기를 상징적으로 나타내는 데 탁월한 방법이기 때문에, 대지예술의 영향을 받은 조각가, 조경가, 건축가들은 작품에 상징성을 부여하여 만들기 시작했다. 마야 린(Maya Lin)의 《베트남 전쟁 기념비》(Vietnam Veterans Memorial(1982))이 이런 특징을 잘 보여주는 작품이다. 또 조지 하그리브스는 폐기된 경관의 복원을 위해 대지예술의 기법을 응용하였다. 대지조각적인 디자인의 구조물로 해당 부지의 문화와 자연적인 특성을 상징적으로 표현한 작품이 바로 《빅스비 공원》(Byxbee Park(1988-1992))이다.

## 같이 보기
- 환경예술
- 암각화
- 암면 미술
- 거리 미술
- 장소 특정적 미술

## 참고 문헌
- 김신원(1997), <미국의 대지예술에 관한 고찰>, 《한국정원학회지》, 15권 1호, 시원엔지니어링㈜.
- 김융희(2010), <생태 예술의 지형그리기: 대지예술, 환경예술, 자연예술과의 관계를 중심으로>, 《기초조형학연구》, 11권 5호, 한국기초조형학회.
- 류주희∙김영석(2007), <숭고미의 표현방식에 관한 연구-풍경식 정원과 대지예술을 중심으로->, 《대한건축학회연합논문집》9권 2호.
- 리사 필립스 외(2008), 《현대미술과 문화 1950-2000》, 학고재.
- 로버트 홉스(Robert Hobbs)(1981), 《Robert Smithson: Sculpture》, Cornell University Press, Ithaca.
- 마이클 아우핑(Michael Auping)(1977), <‘Michael Heizer: The Ecology and Economics of ‘Earth Art’>, 《Artweek》.
- 솔 르윗(Sol Lewitt)(1967), <Paragraphs on Conceptual Art>, 《Artforum》.
- 원인종(1987), <대지미술에 관한 연구>, 서울: 서울대학교, 1987년 2월.
- 존 비어즐리(John Beardsley)(1989), 《Earthworks and Beyond: Contemporary Art in the Landscape》, New York: Abbeville Press.
- 제프리 카스트너(Jeffrey Kastner)∙브라이언 월리스(Brian Wallis)(1998), 《Land and Environmental Art》, London: Phaidon Press Limited.
- 크레이그 오웬스(Craig Owens)(1992), 《‘Earthwords’, in Beyond Recognition: Representation, Power, and Culture》, Barbara Kruger 외 편집, University of California Press, Berkley.